# Pontone

Pontone

Pontone ist ein Dorf an der Amalfiküste in der Region Kampanien, Provinz Salerno in Italien.

## Lage
Pontone gehört zur Gemeinde Scala und liegt auf 290 Meter Höhe in malerischer Berglage zwischen Scala und Amalfi. Man erreicht den Ortsrand von Pontone auf einer Verbindungsstraße, die von der Austostraße Amalfi-Ravello abzweigt. Der eigentliche Ortskern ist allerdings für Autos nicht zu erreichen. Die für die Amalfiküste typischen Treppenwege führen von Pontone ins Mühltal von Amalfi.

## Geschichte
Pontone war im Mittelalter Teil der Seerepublik von Amalfi; eine Reihe mittelalterlicher Häuser und Ruinen erinnert noch an diese Zeit. Der erste europäische Künstler, der den Ort besuchte (1829), war der Maler Carl Blechen. Seine Zeichnungen stellen die ältesten Ansichten von Pontone dar.

## Sehenswürdigkeiten

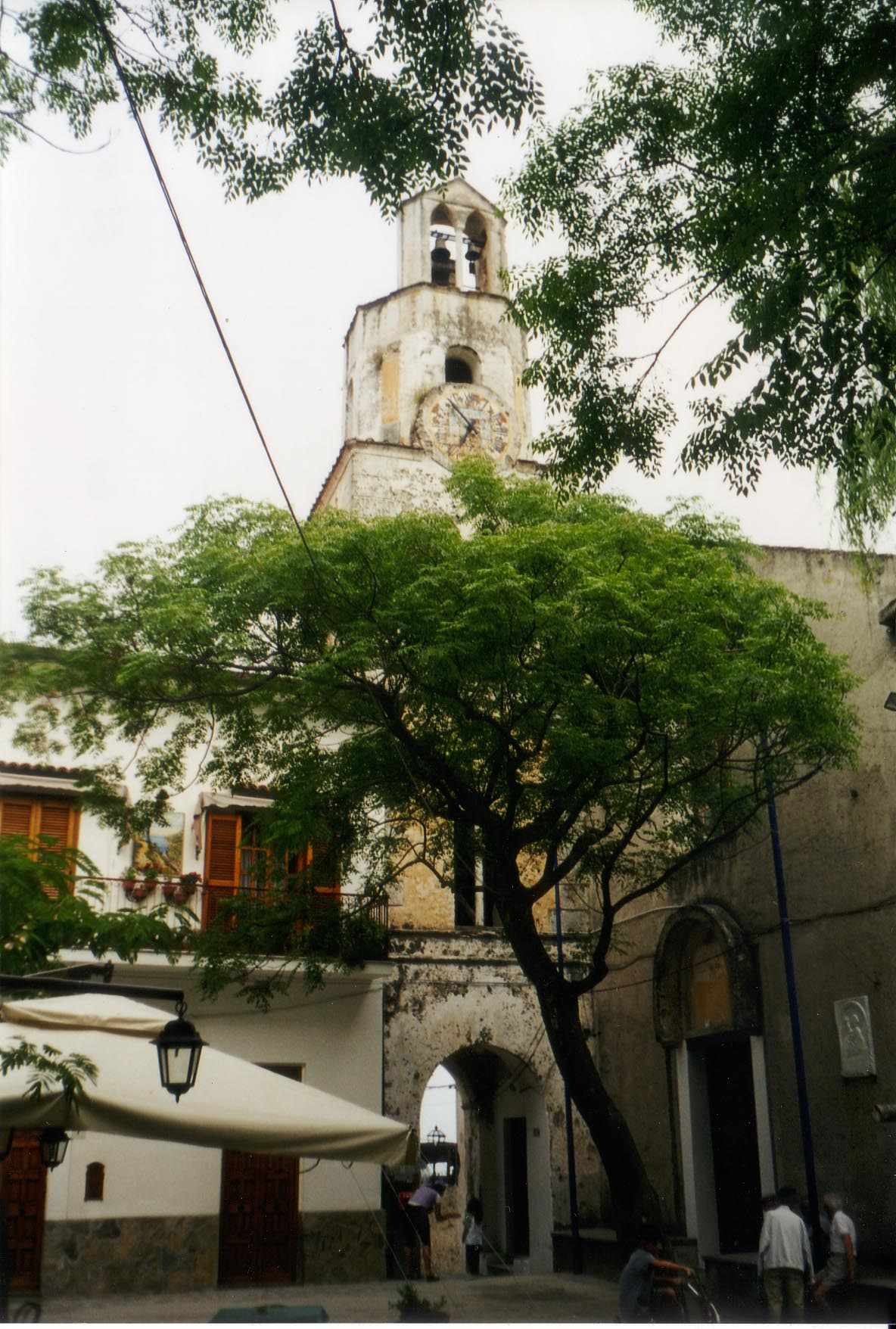
Die Kirche San Giovanni Battista in Pontone

Neben der Piazza erhebt sich die mittelalterliche Kirche San Giovanni Battista (in der Neuzeit mehrfach umgestaltet), die Hauptkirche des Ortes, mit dem Grab von Filippo Spina aus dem Jahr 1346. Auf dem Treppenweg Richtung Scala liegt die mittelalterliche Kirche San Filippo Neri. Auf dem Weg ins Mühltal passiert man nach etwa 15 Minuten die imposante Ruine der auf einem Steilabhang gelegenen Kirche von Sant’Eustachio aus dem 12. Jahrhundert.